# Divorcio

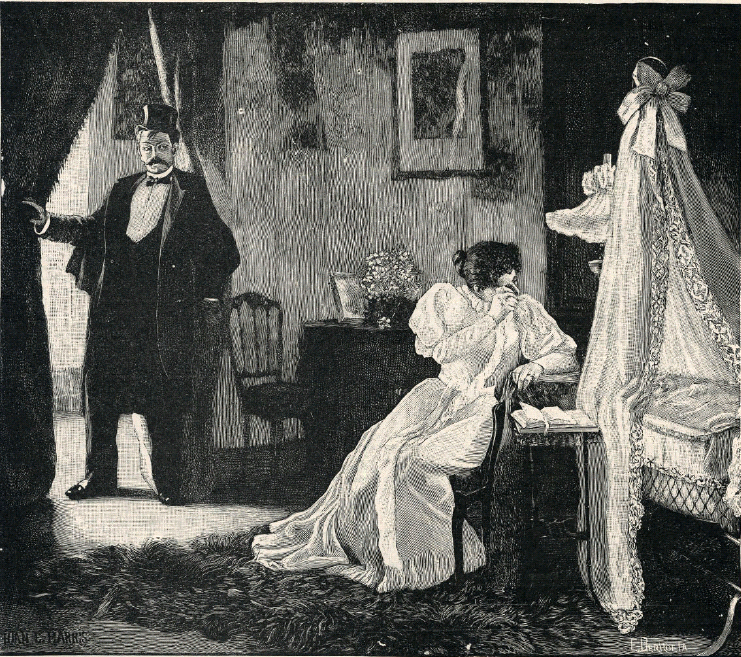
Obra pictórica chilena de principios del en la que se representa una ruptura matrimonial.

El divorcio (del latín divortium) es la disolución del matrimonio, mientras que, en un sentido amplio, se refiere al proceso que tiene como intención dar término a una unión conyugal. En términos legales modernos, el divorcio fue asentado por primera vez en el Código Civil francés de 1804, siguiendo por cierto aquellos postulados que veían al matrimonio como una verdadera unión libre (para contraerlo basta el acuerdo libre de los esposos), y al divorcio como una necesidad natural; en este sentido, el divorcio moderno nace como una degeneración de un matrimonio vincular cristiano, siguiendo la lógica de la secularización de este, teniendo por cierto raíces provenientes del Derecho romano.
El divorcio se diferencia de la separación de hecho en que no dependiendo del ordenamiento jurídico de cada país, puede tener o no algunos efectos jurídicos; por ejemplo para los casos de Chile esta situación fáctica es una de las causales para solicitar la declaración de divorcio. Respecto a la separación legal en tanto, esta sí es reconocida legalmente en diversos ordenamientos jurídicos, teniendo en consecuencia un mayor número de efectos jurídicos que la separación de hecho, aunque a diferencia del divorcio, no pone término al matrimonio. Por otro lado, no se debe confundir con la anulación del matrimonio, que no es más que el declarar que el matrimonio nunca existió, y que no solo se encuentra regulado en el ordenamiento jurídico de algunos países, sino que, además, se encuentra regulado en el derecho canónico con larga data.
A día de hoy, solo las Filipinas y Ciudad del Vaticano no permiten el divorcio en su ordenamiento jurídico. Por otro lado, en mayo de 2011 Malta votó a favor de la inclusión de la disolución matrimonial en su legislación a través de un referéndum no vinculante, aprobándose posteriormente su legalización en el Parlamento durante el mes de julio, siendo el último país del mundo en legalizarlo luego de Chile (que lo aprobó en 2004). En el Congreso de Filipinas en tanto, se inició, sin éxito, a fines del primer semestre de 2011 un debate en torno a una potencial ley que lo incorporase en su ordenamiento jurídico.[actualizar]

## Historia

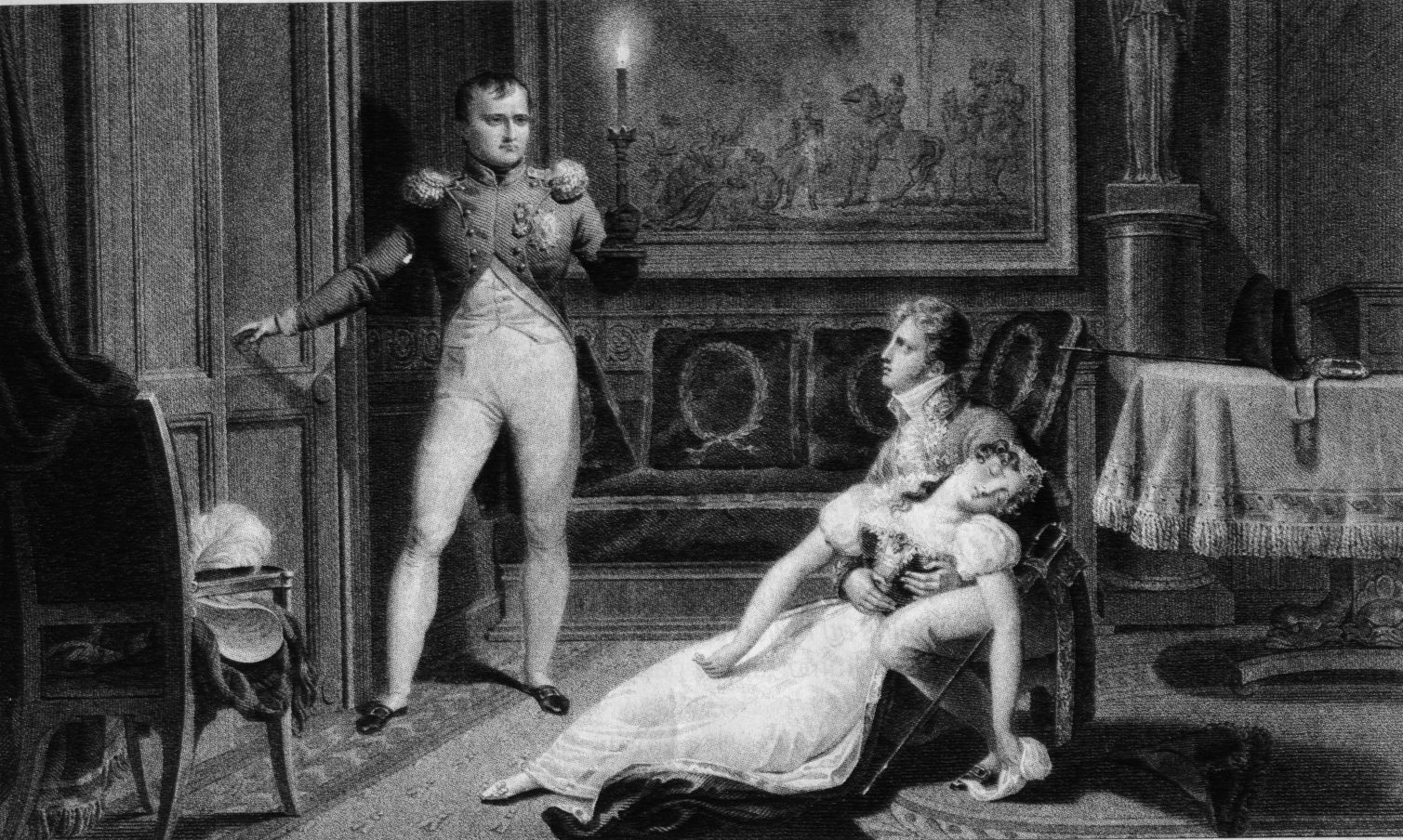
Divorcio de Napoleón Bonaparte y Josefina por los artistas Bosselman - Chasselat.

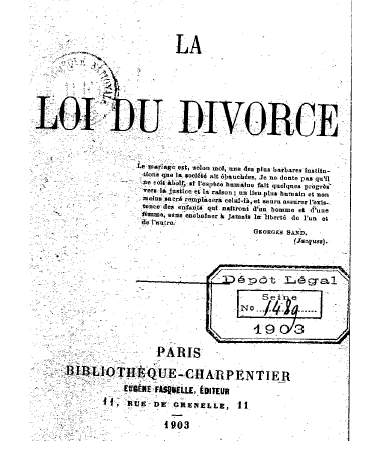
Ley de divorcio de 1903 hecha por el político francés Alfred Naquet (1834-1916)

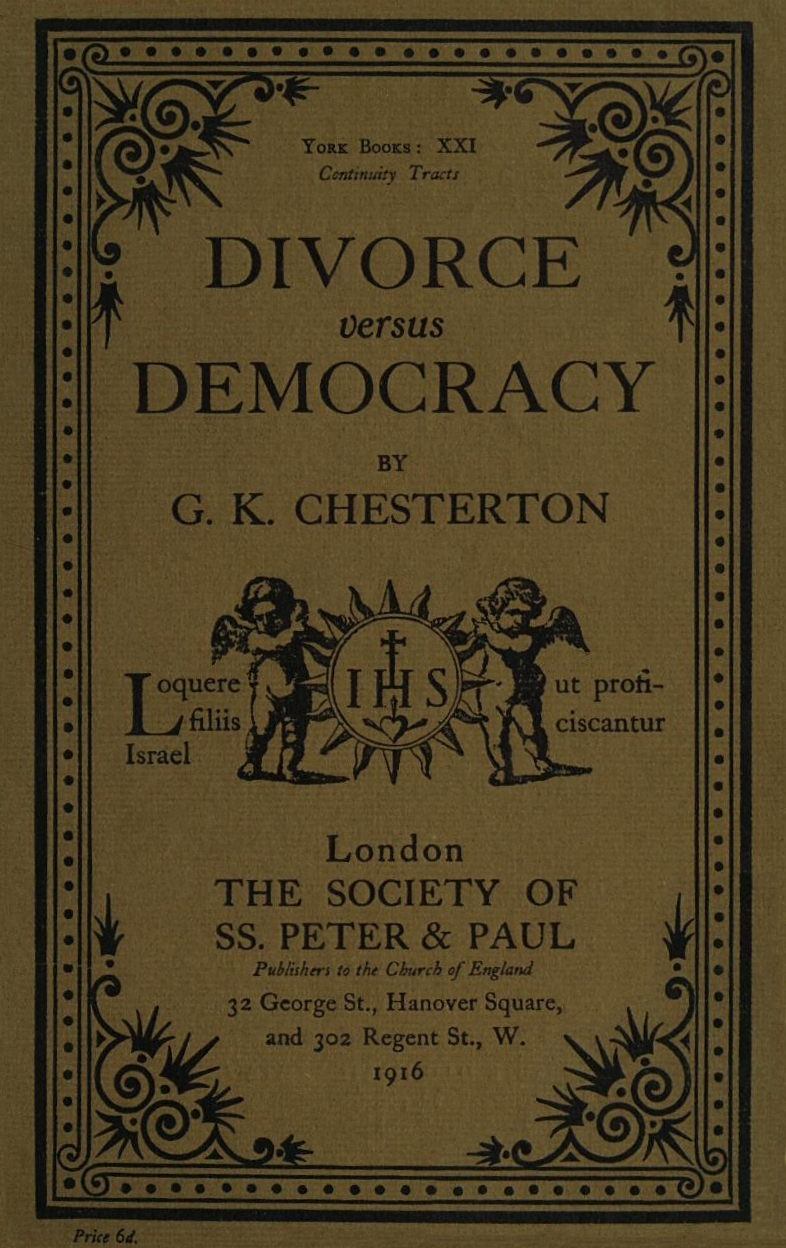
Panfleto de G. K. Chesterton "Divorcio versus democracia"

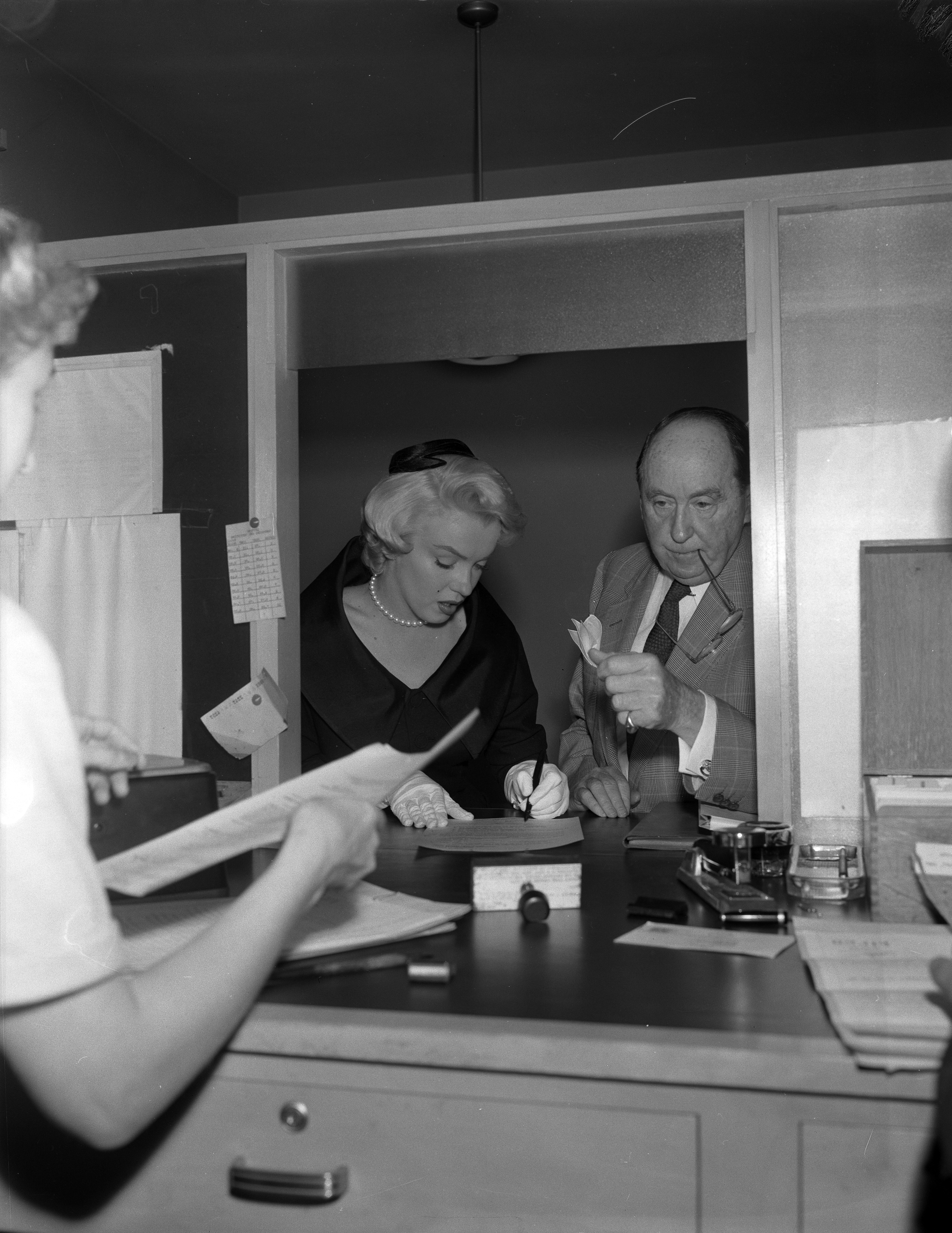
Marilyn Monroe firmando acta de divorcio con el representante de Joe DiMaggio.

La institución del divorcio es casi tan antigua como la del matrimonio,[cita requerida] si bien muchas culturas no lo admitían por cuestiones religiosas, sociales o económicas.
La mayoría de las civilizaciones que regulaban la institución del matrimonio nunca la consideraron indisoluble, y su ruptura generalmente era solicitada por los hombres. Aunque en algunas de ellas, el nacimiento de un hijo le otorgaba al vínculo el carácter de indisoluble.
En muchas sociedades antiguas también era motivo de muerte, como en la antigua Babilonia, donde el divorcio podía ser pedido por cualquiera de los cónyuges, pero el adulterio de las mujeres era penado con la muerte.
Los celtas practicaban la endogamia (matrimonio de personas de ascendencia común o naturales de una pequeña localidad o comarca), excepto los nobles que solían tener más de una esposa. Era habitual la práctica de contraer matrimonio por un período establecido de tiempo, tras el cual los contrayentes eran libres, pero también era habitual el divorcio.
En América, los hombres Aztecas solo podían tener una esposa y se la denominaba Cihuatlantli, Nociuauh o Áhuatlantli (esto es mujer legítima), y aunque se aceptaba la poliginia, solo la primera mujer tenía el carácter de esposa. En este contexto, el divorcio era consentido, pudiendo ser solicitado tanto por el hombre como por la mujer; así, al lograrse -vía sentencia judicial- se quedaba habilitado para contraer nuevamente matrimonio.
Entre los hebreos, los varones podían repudiar a sus esposas sin necesidad de argumentar la causa de tal actitud; bastaba con informar al Sanedrín. También existía el divorcio por mutuo disenso, pero las razones de las mujeres eran sometidas a un análisis más riguroso que las del hombre.
También en la antigua Grecia existía el divorcio por mutuo disenso y la repudiación, pero el hombre debía restituir la dote a la familia de la mujer en caso de separación.
En el alto Imperio romano los casos más frecuentes eran los de concubinato y la unión libre, en todas las clases sociales. El matrimonio costaba algo (hubo que documentarlo) y cuando se practicaba, obedecía a un objetivo puramente económico: la transmisión del patrimonio a los descendientes directos en vez de otros miembros de la familia o la sociedad y a una política de perpetuar la casta de los ciudadanos. Si se carecía de patrimonio era innecesario casarse, y si se era esclavo, imposible  (recién a partir del siglo III les estuvo permitido casarse a los esclavos). La inestabilidad de las parejas parece haber sido muy frecuente y el número de divorcios muy alto.
En el bajo Imperio romano el divorcio era algo poco común, hasta la época de los emperadores, en donde se acuñó la máxima:

"matrimonia debent esse libera” (los matrimonios deben ser libres).

En donde el esposo o la esposa podían renunciar a él si así lo querían.
Con la llegada del cristianismo, el divorcio se prohibió debido a la concepción del matrimonio como un sacramento instituido por Dios y cuyo vínculo era irrompible. A partir del siglo X, aunque el divorcio estaba prohibido, existía la nulidad matrimonial, es decir, el matrimonio se declaraba nulo si se demostraba que no había existido, que se explicaba por diferentes razones. Eran los tribunales eclesiásticos quienes tramitaban las declaraciones de nulidad matrimonial.
Los cristianos en sus escritos se declaran moralmente superiores a los musulmanes,[cita requerida] entre quienes un hombre pudo tener cuatro esposas a la vez, y despedirles o cambiarles a su capricho. La poligamía eran sólo para varones. Pero los cristianos defendían un hombre–una mujer, y su heroína era la Virgen María.
El islam, fue la primera religión que permitió el divorcio a una mujer cuando surgió, en el octavo siglo.
Sin embargo, el caso más famoso de la historia del divorcio es el del rey Enrique VIII de Inglaterra, que quería una reina nueva porque la que tenía (española por más señas) no pudo proporcionarle un hijo.

Si cambiarse de esposa estaba prohibida por la iglesia romana—una institución menos espiritual que hoy en día—pues hagamos una iglesia nueva, una iglesia inglesa, sujeta al rey y no independiente ni mandona.

La lucha rey–iglesia fue un gran tema de la Edad Media occidental. Y el divorcio es necesario, al menos a veces. Aunque el rechazo del matrimonio vitalicio no era una reforma de Lutero, andaban por el mismo camino, o eran amigos porque tenían un enemigo común, la iglesia romana.
En 1792, en plena Revolución, Francia incorporó la ruptura del vínculo matrimonial en la ley promulgada el 20 de septiembre, que sirvió de antecedente a muchas de las legislaciones vigentes.
Italia en 1970 fue de los últimos grandes países europeos en aprobarlo definitivamente. Irlanda y Malta lo aprobaron en referéndum en 1995 y 2011 respectivamente.
El divorcio ha causado grandes polémicas en los países mayoritariamente católicos, pues la Iglesia católica no considera posible el divorcio.
El 28 de mayo de 2011, Malta fue el último país de la Unión Europea en legalizar, tras referéndum, el divorcio por un 52% de apoyos.

## Causas del divorcio

### Causas psicosociales y económicas
Diversas investigaciones se han abocado a tratar de determinar cuáles podrían ser las variables que presentan un mayor riesgo de divorcio, aunque no necesariamente se puede presumir que son aquellas las causales directas de este. Entre estos factores, se pueden mencionar: matrimonios a corta edad, pobreza, desempleo, bajo nivel educacional, convivencia con otra (o la misma) pareja antes del matrimonio, tener un hijo o hija antes del matrimonio ya sea propio (de ambos) o de alguno de los contrayentes, diferencias raciales, tener un historial de otros matrimonios anteriores, divorcio en la familia de origen, entre otros. 
Otras investigaciones indican que una de las potenciales causas en el incremento de las tasas de divorcio ha sido el cambio de roles dentro del matrimonio, principalmente asociado a la incursión de las mujeres en el mercado laboral gracias a crecientes oportunidades en educación y empleo en conjunto con políticas más activas de inclusión, indicándose que en muchos casos, la relación entre un mayor número de horas dedicadas al trabajo y la probabilidad de divorcio es más fuerte en aquellas familias de ingresos medios y en las que el marido desaprueba el trabajo de la esposa, o bien, en las que el marido trabaja menos horas que la esposa haciendo que la interacción de pareja disminuya, especialmente en el caso de los primeros años del matrimonio. Por otro lado, y respecto a la independencia lograda por la mujer al acceder al mundo del trabajo, varias investigaciones aluden a la existencia de una débil relación con la probabilidad de divorcio.
Causas bastante más raras pero a veces no menos frecuentes son el ronquido insoportable de uno de los cónyuges, falta de higiene personal, adicciones a distracciones, política, deportes o hobbies.

### Causas jurídicas
Según el ordenamiento jurídico de cada país, las causas de divorcio pueden ser varias, entre las que se pueden mencionar el mutuo disenso, la bigamia, existencia de alguna enfermedad física o mental que ponga en riesgo la vida del otro cónyuge, la violación de los deberes inherentes al matrimonio, abandono malicioso, entre otros.
Por ejemplo, dentro de las causas del rompimiento matrimonial que están en el Código Civil de Puerto Rico, se encuentran: la primera es por la muerte de uno de los cónyuges; la segunda, si el matrimonio se declara nulo y la última por el divorcio legalmente obtenido y también si existe agresión hacia la pareja. Se obtiene el divorcio si hay adulterio, si uno de los cónyuges es condenado por un delito grave, por embriaguez habitual o uso constante morfina o cualquier otro narcótico. Trato cruel o injurias graves, abandono por un término mayor de un año, disfunción eréctil permanente sin solución presentada después del matrimonio. El conato del marido o de la mujer para corromper a sus hijos o prostituir a sus hijos, la propuesta del marido para prostituir a su mujer, la separación de ambos cónyuges por un periodo de tiempo sin interrupciones de más de dos años y la enfermedad mental incurable de los cónyuges sobrevenida después del matrimonio, por un periodo de más de siete años, cuando impida gravemente la convivencia.
En Perú, un divorcio puede ser obtenido de dos formas:
- Divorcio de Mutuo Acuerdo, cuyo procedimiento se condiciona a  la decisión  de ambos cónyuges de poner fin al vínculo matrimonial, caso en el que se  habrá de recurrir a las disposiciones contenidas en la Ley 29227.[25]
- Divorcio por Causal, en el que, al no existir acuerdo de los cónyuges, uno de ellos deberá invocarlo por vía judicial aduciendo una de las causales previstas en el artículo 333° del Código Civil.  Dependerá de las circunstancias de cada caso, la elección por una de las dos vías que ofrece el ordenamiento jurídico peruano para la tramitación del Divorcio. Ello no solo determinará los plazos, sino también los costos, costas y demás atingencias que rodean un procedimiento.[25]

## Familia y divorcio
El divorcio no es el problema, sino el resultado de un conjunto de inconvenientes, desavenencias y problemáticas vividas en el contexto del matrimonio que puede radicar con uno u ambos cónyuges, catalogándose por un sinnúmero de investigadores como el segundo proceso más estresante durante la edad adulta, inmediatamente después de la muerte de uno de los cónyuges.
Algunos autores, tomando como elemento de análisis al adulto divorciado que es padre y/o miembro de la familia, indican que el divorcio es el gran responsable de las profundas alteraciones que sufre el sistema familiar post divorcio, obligando a sus subsistemas a reorganizarse estructuralmente; en efecto, para el caso de los hijos/as por ejemplo, se señala que la capacidad que estos tienen respecto a su funcionamiento adaptativo dependen no solo de las características del sistema familiar existente durante el matrimonio, sino que también de las relaciones co-parentales que se dan después de finalizado el proceso de divorcio.
Por otro lado, algunos autores afirman que el proceso de divorcio impactaría en el bienestar de los niños/as, pudiéndose asociar a algunos problemas que estos externalizan, tales como comportamientos agresivos o tendencia a quebrar reglas, mientras que a nivel interno, con problemas de ansiedad y depresión.
En particular, autores católicos y sociólogos conservadores cuestionan mucho las consecuencias del mismo y relacionan el divorcio con la delincuencia juvenil. Otros investigadores consideran que lo que impacta en los hijos es el conflicto parental y no el divorcio. Slater y Haber hicieron una investigación en 1984 que mostró un mayor índice de ansiedad y baja autoestima en niños pertenecientes a familias unidas con alto índice de conflictividad matrimonial que en niños pertenecientes a familias divorciadas con bajo nivel de conflictividad entre los progenitores. Investigadores como MacLouglin y Whitfield (1984) encontraron que la separación de los padres, en parejas conflictivas, puede ser una liberación y alivio para los hijos y que en esos casos el divorcio trae consigo una oportunidad de crecimiento y mayor autonomía para los hijos.
 Amato y Keith (1991) demostraron que las diferencias entre niños de parejas divorciadas y no divorciadas era relativamente pequeña y se basaban más en el nivel de conflictividad de la pareja parental que en el hecho de haberse divorciado o no.
El divorcio está causado por varios problemas desde hace tiempo, provocando así la separación de los padres y el malestar de los hijos. De todos modos, se debería también considerar que si una pareja con hijos se está divorciando, es posible que anteriormente hubiera peleas y/o discusiones que afectasen el bienestar de los hijos, siendo en ciertos casos más dañino no recurrir a un divorcio.

## Tipos de divorcio

### Divorcio administrativo
Las sentencias solo pueden ser dictadas por autoridad jurisdiccional, sin embargo, en algunos casos expresamente determinados por la ley, se otorga a otra autoridad la facultad para declarar disuelto un vínculo matrimonial.[¿dónde?]
Para que la autoridad pueda declarar el divorcio los solicitantes deben ser mayores de edad, no deben tener hijos y de común acuerdo deben haber liquidado la sociedad conyugal, si se hubiesen casado bajo ese régimen.
Procede cuando después de un año de haberse celebrado el matrimonio, ambos cónyuges deciden  divorciarse. 
Se requiere para ejercer esta acción:
1. Que los cónyuges sean mayores de edad.
2. Que hayan liquidado la sociedad conyugal en su caso.
3. Que la mujer no esté embarazada.
4. Que no tengan hijos en común, y si lo tuvieran que sean mayores de edad.
5. Que ni los hijos o uno de los cónyuges requiera alimentos.

En este caso, el juez, del registro civil, que será la autoridad competente previa identificación de los cónyuges, levantara un acta en la que hará constar la solicitud de divorcio, y los citara a los quince días para que ratifiquen su solicitud. Al ratificarla, el juez del registro civil los declarar divorciados, y hará anotación correspondiente al margen del acta del matrimonio anterior.

### Divorcio por sentencia judicial
Los puntos que comúnmente contempla una sentencia de divorcio judicial son:
1. Disolución del vínculo matrimonial y en consecuencia la aptitud de los divorciados para contraer nuevas nupcias.
2. Las medidas adicionales que decreta el juez de familia como son:

- Si existe o no, y en qué porcentaje, una pensión de alimentos, que deberá pagar el padre a la madre o viceversa en favor de sus hijos. Nuestra sociedad ha ido cambiando y en muchas localidades los roles de vida también han evolucionado y las mujeres son un pilar en la manutención económica del hogar, al grado que en algunos casos se han convertido en las proveedoras de las finanzas de la familia dejando a los hombres el rol de supervisión de hogar y educación de hijos, motivo por el cual de forma más repetitiva a los hombres, que tienen el cuidado personal de sus hijos, la autoridad judicial les otorga el derecho de que la mujer les pague una pensión alimenticia y de igual forma más reiteradamente nos encontramos con casos en los cuales los hijos concebidos se quedan bajo la guarda y custodia del padre.
- Repartición de bienes que se adquirieron durante el matrimonio. En la mayoría de las legislaciones, los bienes obtenidos o adquiridos durante el matrimonio pertenece por igual a ambos cónyuges (excepto en las legislaciones que se contempla el matrimonio bajo el régimen de separación de bienes o el régimen de participación en los gananciales), no así los bienes provenientes de herencias que pertenecen enteramente al cónyuge que los recibiera o las donaciones. Sin embargo en algunas legislaciones se permite las capitulaciones matrimoniales o acuerdos prenupciales donde los cónyuges pueden determinar todo tipo de cuestiones inherentes a los bienes anteriores al matrimonio y también a los obtenidos con posterioridad, inclusive hasta se suelen establecer indemnizaciones ante una eventual ruptura del vínculo que los unía.
- Situación jurídica de los padres en relación con los hijos, dentro de lo que encontramos:

- A qué progenitor le corresponde la guarda y custodia del o los menores (aunque puede ser compartida).
- Establece la forma de convivencia que tendrá con sus hijos la madre o el padre que NO tiene la guarda y custodia.
- Las obligaciones que cada progenitor tendrá que cumplir respecto de la manutención alimentaria de los hijos (pensión alimenticia). La sentencia judicial de divorcio fija si el padre o la madre o ambos aportarán económicamente para solventar las necesidades alimentarias de los hijos, y fija de igual forma qué porcentaje o qué importe deberá aportar el deudor alimentario. Por pensión alimenticia la mayoría de las legislaciones mundiales contempla que la integran la comida, vestido, estudios y esparcimiento.

Respecto de la pensión alimenticia, esta puede ser efectiva hasta tanto los hijos cumplan la mayoría de edad, que –según la legislación de cada país- puede ser a los 18 o a los 21 años, momento en el cual los cónyuges dejan de tener la obligación legal de mantenerlos económicamente. Esta obligación, en muchos casos, no se extingue si el hijo tiene algún padecimiento físico o mental que le impidiera mantenerse por sus propios medios o necesita la manutención para proseguir con sus estudios. Por el contrario, puede extinguirse antes de las edades mencionadas si el menor fuera emancipado por sus padres.
En la mayor parte de los ordenamientos jurídicos se contemplan alguno de los siguientes tipos de divorcios:

#### Divorcio voluntario
Este procedimiento de divorcio es por mutuo consentimiento, es decir, con la voluntad de ambos cónyuges para disolver el vínculo. 
Se distingue del necesario, que se promueve de manera unilateral, sin el consentimiento del otro cónyuge. Su objeto es demostrar la causa de divorcio necesario, propuesta como materia de la acreditación, ante los tribunales.

#### Divorcio por mutuo consentimiento
Es la disolución del vínculo matrimonial que se obtiene gracias a una sentencia judicial que pone fin a un procedimiento, el cual se inició por una solicitud en la que ambos cónyuges estuvieron de acuerdo en realizar y han cumplido con todos los requisitos legales que la ley marca para lograr se dicte sentencia.
Procedimiento genérico: Estando de acuerdo ambos cónyuges comparecen o se presentan (por escrito o de forma personal y verbal dependiendo de cada legislación) ante la autoridad judicial competente (normalmente un juez familiar) y solicitan se decrete en sentencia definitiva el divorcio, por lo que, una vez que los cónyuges realizan todos los pasos legales, obtienen la sentencia de divorcio.

#### Divorcio sin el consentimiento de alguna de las partes
Siempre y cuando tenga sustento en alguna de las causales que el ordenamiento jurídico del respectivo país o estado mencione.
En general, es la disolución del vínculo matrimonial que se obtiene gracias a una sentencia judicial que pone fin a un procedimiento el cual inició por la petición o demanda de uno de los cónyuges en la cual dicho cónyuge solicitante sin el consentimiento del otro pide al Juez la terminación del vínculo matrimonial y la petición o demanda tiene apoyo en hechos que la ley considera como suficientes para que se otorgue el divorcio (causales de divorcio)".
En algunos países o localidades de diversos países este es conocido como divorcio necesario (contested divorce, en inglés). Para solicitar al Juez que se decrete el divorcio necesario, es requisito que el cónyuge solicitante pruebe que su esposo o esposa ha realizado o incurrido en hechos que la ley marca como suficientes para que opere el divorcio.
Las causales de divorcio de cada país varían en función de su propio ordenamiento jurídico, pudiéndose encontrar:
- Violencia intrafamiliar (lesiones, injurias, violencia psicológica o física).
- Adicciones que afecten al núcleo familiar o a alguno de sus integrantes (Ejemplo adicción a drogas, juegos, etc).
- Ser sentenciado a pena corporal por delito grave que no alcance el beneficio de libertad bajo caución o fianza.
- Adulterio.
- Bigamia.
- Incitar u obligar a cualquier integrante a cometer un delito.
- Conductas que ponen en peligro la integridad física o psicológica de cualquiera de los integrantes de la familia.
- Abandono injustificado del hogar.
- Infecciones de transmisión sexual incurables.
- Falta de cumplimiento intencional a las obligaciones alimentarias.
- Delito cometido en contra de uno de los cónyuges o de los hijos.
- Cese de la convivencia. En Chile, para solicitar este tipo de divorcio, la ley exige que los cónyuges hayan cesado su convivencia común, al menos hace tres años. Algunas de las causales previamente enumeradas, dan lugar al denominado Divorcio por Culpa o Culposo.

#### Divorcio incausado
En algunas partes del mundo, como Argentina, España y en la Ciudad de México, existe otra modalidad de divorcio que es unilateral o sin causa o "exprés" (también, divorcio express), que no requiere del consentimiento de ambos cónyuges, ni la expresión de una causa concreta que lo justifique o se tenga que probar en juicio, para que el juez de lo familiar decrete la disolución del matrimonio en el corto plazo. Es equivalente a lo que en inglés se denomina no-fault divorce.[cita requerida]

## Divorcio y nulidad matrimonial
El divorcio se diferencia de la nulidad matrimonial en que el primero es la disolución del vínculo válidamente contraído mientras que la nulidad es la declaración de con efectos retroactivos de que nunca hubo matrimonio. La nulidad matrimonial civil viene regulada, cualquiera que sea la forma de su celebración, en la normativa propia de los diversos países.
En el caso de la nulidad eclesiástica son muchas otras las causas que pueden hacer nulo el matrimonio ante la Iglesia católica, como la inmadurez, las adicciones u otros trastornos o excluir alguna propiedad esencial del matrimonio (Véase Blog sobre las nulidades matrimoniales).

## Regulación por país

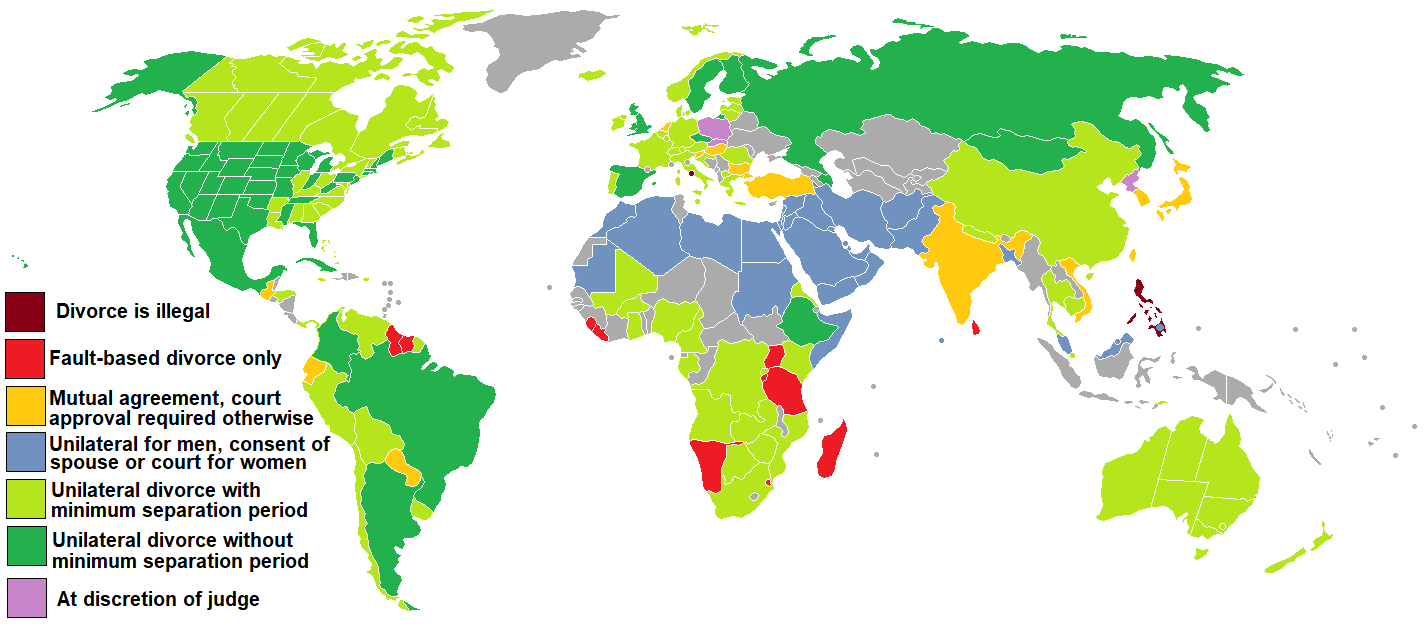
Legislación sobre el divorcio en el mundo.

### España

#### Antecedentes
En España el Fuero Juzgo (traducción del código legal visigodo del siglo VI) admitía la nulidad matrimonial en casos de sodomía del marido, inducción a la prostitución de la mujer y adulterio de esta. Posteriormente, en el siglo XIII las Siete Partidas lo prohibieron. 
En 1873 durante la insurrección cantonal en Cartagena, entre otras cosas, el Gobierno provisional de la República Federal legalizó el divorcio. En concreto el primer divorcio entre José Rodríguez, escribiente de la Numancia y Nicolasa Abad, fue publicado en "El Cantón Murciano" el 3 de septiembre de 1873, en el diario decía:

"fundadas en diferencias esenciales de carácter, en desobediencia á las prescripciones legitimas de su marido, en la pérdida de todo su cariño hacia ella y en la denuncia del hermano Ángel Rodriguez de haber cometido adulterio con su cuñado;"

Tras admitir Ángel Rodríguez la falsedad de su denuncia el tribunal fallo a favor de este primer divorcio en España de la siguiente forma: 

"Falla y condena:

1. Los cónyuges José Rodríguez y Nicolasa Abad, podrán vivir separados todo el tiempo que el marido lo reclame, quedando este obligado á mantener á su mujer con la tercera parte de lo que gane en concepto de sueldo, emolumento o recompensas de cualquier género que obtenga en su trabajo.
2. Si el marido reclamare la unión con su mujer, se verificará si está bajo la garantía de la autoridad á cuya vigilancia quedan la conducta del marido para con su mujer, que podrá divorciarse definitivamente recurriendo en queja.
3. Si resultaren hijos de este matrimonio, quedarán sujetos á las prescripciones generales de la legislación española.
4. Queda perdonado el hermano Ángel Rodríguez á instancias de las partes ofendidas de la calumnia con su cuñada, en razón á las circunstancias de irreflexión y ligereza que en él concurren".

Cartagena, 3 de septiembre de 1873.
—P. A., Alberto Araus, vice-presidente.
—Wenceslao G. Almansa, vice-presidente.
—José Ortega, vocal.

En España las posiciones referentes al derecho de divorcio llevaron a una pronunciada división y enfrentamiento social, especialmente en el siglo XX, entre favorables y contrarios, desencadenando sucesivas aprobaciones y derogaciones según el régimen imperante en cada momento. Hecho que se explica, en gran medida, por la fuerte tradición e influencia de la Iglesia Católica en el país, algo similar ocurrió en otros países europeos, como Italia e Irlanda. Aunque desde la reinstauración actual del divorcio, mediante la aprobación de la Ley 30/1981, la tendencia ha sido a su consolidación y ampliación, materializándose en las reformas de los años 2005 y 2015, que agilizan y simplifican el proceso, a la vez que eliminan exigencias previas para su ejercicio.

#### Segunda República: Ley del divorcio 1932
La primera vez que se reconoció el derecho al divorcio en España, tal y como lo conocemos actualmente, fue en la Constitución de 1931 de la Segunda República Española y la primera ley que lo reguló fue la Ley de Divorcio de 1932 que aprobaron las Cortes republicanas, el 2 de marzo del mismo año, a pesar de la oposición de la Iglesia Católica y de los partidos católicos integrados en la Minoría Agraria y en la Minoría vasco-navarra. El divorcio podía ser a petición de uno o ambos cónyuges, si se cumplía alguna de las causas fijadas, muy similares y con pequeñas variaciones, a las establecidas en la posterior ley del divorcio 30/1981.

#### Guerra civil y Dictadura franquista: derogación del divorcio
En el transcurso de la guerra civil española, el bando franquista, en un primer momento y en la parte del territorio que tenía bajo su control, estableció la suspensión de los litigios de sepración y divorcio, a través de un decreto, aprobado por el Consejo de ministros, presidido por Francisco Franco, el 2 de marzo de 1938, en Burgos.
Desde ese instante y hasta la finalización del enfrentamiento, España vivo una realidad dual, puesto que en el territorio aun controlado por el bando republicano seguía vigente la aplicación, con todo sus efectos, de la ley del divorcio.
Posteriormente, una vez el bando franquista hubo ganado la contienda bélica, derogó, expresamente, la ley del divorcio de 1932, mediante la aprobación de la ley de 23 de septiembre de 1939, por ser radicalmente opuesta al profundo sentido religioso de la sociedad española, según se indica en la propia ley.

#### Transición y reinstauración de la democracia: Ley del divorcio 30/1981
No fue hasta el final del  período conocido como «transición», que supuso la reinstauración de la democracia en España, que, el 22 de junio de 1981, el Congreso de los Diputados aprobó de nuevo una ley del divorcio, la ley 30/1981, a propuesta del ministro de justicia del gobierno de la UCD, Francisco Fernández Ordóñez, y con la oposición frontal, otra vez, de la Iglesia católica, en voz de la Conferencia Episcopal, del sector demócrata-cristiano del partido que gobernaba entonces Unión de Centro Democrático (UCD) y la totalidad de los diputados de Alianza Popular (AP), liderados por Manuel Fraga.

#### Reforma año 2005:divorcio exprés
En el año 2005 se reformó la Ley de 1981 para instaurar el divorcio libre y agilizar los trámites de separación y divorcio de los matrimonios. A partir de ese momento no es necesario alegar ninguna causa para solicitar la separación o el divorcio, y, este no tiene que venir precedido de la separación, simplemente es necesario que hayan pasado un mínimo de tres meses desde la celebración del matrimonio. Tampoco existe desde entonces el delito de "abandono del hogar", aunque sí persiste la obligación de manutención de los descendientes, otros familiares u otras personas dependientes que deberá recogerse en un convenio regulador, introduciéndose la posibilidad de la custodia compartida, sin que tenga que haber acuerdo entre los progenitores ni tan siquiera del ministerio fiscal.

#### Reforma año 2015:divorcio notarial
Finalmente, en 2015, con la aprobación de la Ley 15/2015 de Jurisdicción Voluntaria, se establece el divorcio notarial, con ello se introduce la posibilidad de que el divorcio pueda ser tramitado directamente por un notario, sin necesidad alguna de pasar por el juzgado.
Para que el divorcio pueda tramitarse por esta vía, será necesario que se produzca de mutuo acuerdo entre los cónyuges y que no existan hijos menores de edad no emancipados, o hijos o mayores con la capacidad modificada.

### Argentina
En Argentina a partir de la vigencia en agosto del año 2015 de la reforma del Código Civil y Comercial Argentino aparece por primera vez la figura del llamado "divorcio express". A partir del 1° de agosto de 2015, las personas pueden formular una petición de divorcio sin la necesidad de contar con el consentimiento del otro cónyuge. El esposo que se quiere divorciar se presenta ante el juez sin necesidad de expresar una causa que justifique su pedido; antes se exigía una causa para justificar el pedido como adulterio, injurias o abandono y no es necesario esperar un tiempo desde la celebración del matrimonio, se puede divorciar en cualquier momento, dependiendo de la circunstancia en la que la mujer se presente 
La persona que peticiona el divorcio debe limitarse a acreditar la existencia del matrimonio (mediante la exhibición del acta o partida de matrimonio) y acompañar una propuesta reguladora de los efectos del divorcio. La propuesta reguladora debe incluir soluciones para: la vivienda, la distribución de los bienes, los alimentos para los hijos, el cuidado personal de los hijos (antes se hablaba de "la tenencia"), el régimen de comunicación (antes conocido como "régimen de visitas") y las posibles compensaciones económicas entre los cónyuges. Pueden presentar una propuesta juntos o presentar cada uno su propuesta por separado y si los esposos no se ponen de acuerdo pueden pedir el divorcio y siguen discutiendo sobre estas cuestiones.
A pesar de la reforma, el divorcio en Argentina sigue siendo un trámite judicial (no administrativo), con lo cual la sentencia de divorcio es dictada por un juez civil y es necesaria la intervención profesional de un abogado matriculado.
El tiempo aproximado en que se obtiene la sentencia de divorcio es de 6 meses a 1 año.

### Colombia
Gracias al Decreto 4436 de 2005 en Colombia es posible realizar el divorcio en un día a través de abogado en una notaría, la duración del trámite depende de si existen hijos menores de edad, debido a que se debe presentar un acuerdo ante un Defensor de Familia, tal como lo indica el artículo 3 del decreto mencionado. En este sentido el Defensor de Familia adscrito al Instituto Colombiano de Bienestar Familiar, deberá emitir su concepto en los quince (15) días siguientes hábiles a la notificación.
Los requisitos para los divorcios amistosos en Colombia son los siguientes: tener un acuerdo de divorcio elaborado por un abogado, aportar los registros civiles de nacimiento de cónyuges e hijos y presentar el registro de civil de matrimonio.
Sin embargo, ha de tenerse en cuenta que aparte del divorcio en Colombia, existe  otro proceso extra necesario a realizar: la liquidación de la sociedad Conyugal, la cual se realiza con el fin de dividir el haber social que se constituyó durante la vigencia del matrimonio. Esta liquidación se hace teniendo en cuenta los activos y pasivos del haber social de la sociedad conyugal,  ambos cónyuges tienen exactamente los mismos derechos en la liquidación de la sociedad conyugal. 
Es importante tener en cuenta que siempre que existan hijos se debe hacer un acuerdo donde se pacte la cuota alimentaria, visitas, vacaciones, educación y salud.

### México
Antes de la Ley de Relaciones Familiares expedida en el puerto de Veracruz por el Primer Jefe del Ejército Constitucionalista, Venustiano Carranza, el 12 de abril de 1917, el matrimonio era un lazo jurídico indisoluble, pues solo se autorizaba por el Estado el divorcio en cuanto al lecho y a la habitación (separación de cuerpos), pero dejaba vivo el matrimonio y no permitía a los divorciados contraer otro.
El Código Civil de 1928, hasta antes de su reforma del 3 de octubre de 2008, además de permitir, como hasta ahora, la disolución del matrimonio, establecía tres clases de divorcio, a saber:
- El divorcio administrativo ante el Juez del Registro Civil, aún vigente, en el que se requiere que los esposos sean mayores de edad, tengan más de un año de casados, sin hijos vivos o concebidos y de común acuerdo hayan liquidado la sociedad conyugal, si bajo ese régimen se casaron.
- El divorcio judicial, denominado divorcio voluntario o divorcio de mutuo consentimiento, que procedía cuando, sea cual fuere la edad de los cónyuges y habiendo procreado hijos, estaban de acuerdo en disolver el vínculo conyugal, para lo cual celebraban un convenio que sometían a la aprobación del Juez de primera instancia para regular las relaciones jurídicas que persistían después de disuelto ese lazo.
- El divorcio judicial contencioso o divorcio judicial necesario, que podía demandarse por el cónyuge inocente cuando el otro había incurrido en alguno de los supuestos enunciados en el entonces artículo 267 del Código Civil para el Distrito Federal y que se consideraban como causas de divorcio.

Ahora bien, con motivo de la reforma verificada mediante decreto publicado en la Gaceta Oficial de la Ciudad de México el 3 de octubre del 2008, el legislador local de la Ciudad de México conservó la posibilidad de que los cónyuges se divorcien administrativamente y derogó tanto las disposiciones que preveían el divorcio necesario como el artículo 273 del Código Civil para la Ciudad de México, que fijaba el divorcio por mutuo consentimiento; al mismo tiempo, instituyó el divorcio sin expresión de causa, el cual se distingue por un régimen de fácil paso a la disolución del vínculo matrimonial, pues para acceder a él es suficiente la solicitud unilateral de uno de los cónyuges, a quien se le libera de la carga de expresar la causa que generó esa petición a la que, por regla general, el Juez habrá de acceder.
Para considerar la adición de ese tipo de divorcio al sistema jurídico de la Ciudad de México, el legislador partió de la base de que en los juicios en que se demanda el rompimiento del vínculo matrimonial las partes sufren un desgaste mayor que trasciende, incluso, a los hijos y al resto de la familia; de ahí que, ante la necesidad de evitar que ese proceso erosione mayormente el núcleo familiar y con la finalidad de evitar enfrentamientos entre personas y familia que alientan entre ellos odio, violencia, egoísmo y acciones maliciosas, lo que suele trascender al equilibrio anímico no tan solo de los hijos sino también de los miembros que integran ese núcleo familiar, se resolvió incorporar ese tipo de proceso a la codificación local.
Así, surgió la posibilidad, para la Ciudad de México, de que los cónyuges acudan ante los órganos jurisdiccionales a solicitar, de manera unilateral y libre, la disolución del vínculo matrimonial, sin descuidar en forma alguna las obligaciones derivadas del matrimonio.
En el caso específico de la reforma en la Ciudad de México, donde el término jurídico es divorcio por mutuo consentimiento, primero se decreta el divorcio y después se tramitan uno o más expedientes para la resolución de los temas relativos a la patria potestad, la guarda y custodia de los menores, la pensión alimenticia, el derecho de convivencia o visita, la partición de bienes y, en su caso, la compensación a favor del cónyuge que se haya dedicado prioritariamente a las labores del hogar y a la crianza temprana de los hijos, todo lo cual puede llevarse varios meses o años.

#### El divorcio incausado o divorcio exprés en México
Es un proceso que se promueve ante un juez de lo familiar, sin que se requiera mencionar, justificar o probar la causa para pedirlo, se dejan sin efectos las causales, y basta que sea solicitado por cualquiera de los cónyuges, manifestando simplemente su deseo de no querer continuar con el matrimonio. Al demandar el divorcio incausado y concluir el proceso, se disolverá el vínculo matrimonial, aun cuando una de las partes no esté de acuerdo. A la demanda del divorcio incausado se deberá acompañar una propuesta de convenio en el que se le propone a la otra parte cómo finiquitar los temas adyacentes al matrimonio como, entre otros: el monto de la pensión alimenticia para los hijos y/o cónyuge, la guarda y custodia de los menores y el régimen de visitas, la repartición de bienes y liquidación de la sociedad conyugal. Una vez admitida la demanda, el juez ordenará que se notifique a la otra parte, la que deberá contestar lo que a su derecho convenga y presentar en su caso la contrapropuesta de convenio o admitir las propuestas que se le presentaron, y se deberá llevar a cabo una audiencia en la que se buscará llegar a un acuerdo sobre todos los puntos relacionados en el convenio y en la contrapropuesta. Si ambas partes llegan a un acuerdo sobre todos los puntos, se dictará la sentencia que disuelve el vínculo matrimonial y en la que se establecen los derechos y obligaciones que quedarán a cargo de cada uno. Si no se pusieren de acuerdo, se dictará también la sentencia que disuelve el vínculo matrimonial, pero se dejarán a salvo sus derechos para que las controversias resultantes las solucionen mediante los procedimientos aplicables posteriores a la sentencia.

### Chile
En Chile, el divorcio fue incorporado en la legislación el año 2004 por la Nueva Ley de Matrimonio Civil, luego de una década de discusión y una intensa oposición por parte de la Iglesia católica, siendo uno de los últimos países en el mundo en incorporarlo a su ordenamiento.

### Tailandia
Divorciarse en Tailandia puede ser un proceso sencillo o complicado, dependiendo de la situación de cada pareja. Si ambos cónyuges están de acuerdo en todos los términos (como la división de bienes o la custodia de los hijos), pueden solicitar un divorcio administrativo en el registro civil (Amphur). Este procedimiento es rápido y económico. Sin embargo, si existe un desacuerdo, el divorcio deberá ser resuelto por el tribunal, lo que puede tomar varios meses y requerir la asistencia de un abogado local.
En Tailandia, aunque las leyes son las mismas en todo el país, en la práctica algunos detalles pueden variar según la provincia o el distrito. Por eso, contar con un equipo legal experimentado es fundamental para evitar retrasos o problemas.

### Venezuela
El divorcio como causal de extinción del matrimonio  fue reconocido en el año 1904. Vale decir que desde que se reconoció el matrimonio civil en Venezuela en el año 1873 y hasta el año 1904, el matrimonio fue considerado única y exclusivamente “un vínculo indisoluble y perpetuo”. Fue a partir del año 1904 que se estableció una regulación, pero tal regulación fue contemplada como una especie de sanción por el incumplimiento del deber conyugal, por ejemplo, por motivos de infidelidad o el incumplimiento de ese deber conyugal derivado de algún adulterio. Esta situación se mantuvo así hasta la entrada en vigencia del Código Civil del año 1982 cuando por primera vez se incorporó la figura del llamado “divorcio-remedio”, es decir, la extinción vínculo matrimonial cuando este ha dejado de cumplir con el propósito fundamental o esencial, es decir, cuando deja de ser el vínculo estable que sirve de base para la unión familiar.

### Perú[52]
El divorcio en el caso de Perú, si la pareja esta de acuerdo en divorciarse pueden recurrir a un divorcio de acuerdo mutuo o no contencioso. Para realizar este proceso deben realizar una demanda en el Poder Judicial y en caso de cumplir con los requisitos necesarios, se puede realizar un Divorcio Rápido, (establecido en la ley N.º 29227), que simplemente puede ser realizada en notarias o en municipios, la duración de este proceso puede tomar un tiempo de 2 a 3 meses, este procedimiento solamente tiene dos etapas, separación convencional y divorcio ulterior.
Por otro lado en el caso de que la pareja no se encuentre de acuerdo o existan diferencias con respecto a los hijos o bienes que posean, deben acercarse al Poder Judicial para un divorcio contencioso.
Algunas de las causales para que se proceda a un divorcio contencioso son: violencia física o psicológica, abandono de hogar, separación de hecho de dos años a más, adulterio, enfermedad grave de transmisión sexual contraída después del matrimonio, homosexualidad no conocida antes del matrimonio, conducta deshonrosa, uso habitual de drogas o cualquier otra sustancia tóxica, entre otros.
Al decidir terminar con el matrimonio se debe pasar por todo un proceso de separación de cuerpos y posteriormente al divorcio. La separación de cuerpos no es divorcio, pero si puede una causal de él, donde cesa la sociedad de gananciales, pero aún no hay un divorcio dado. Según el Código Civil Peruano la separación de cuerpos suspende los deberes relativos al lecho y habitación y pone fin al régimen patrimonial de sociedad de gananciales, dejando subsistente el vínculo matrimonial. Posteriormente dada la separación de cuerpos se procede al divorcio.